# Paraúna
Paraúna là một đô thị thuộc bang Goiás, Brasil. Đô thị này có diện tích 3781,219 km², dân số năm 2007 là 11575 người, mật độ 3,1 người/km².